# Roxane Gay
Roxane Gay (Omaha, 15 ottobre 1974) è una docente e scrittrice statunitense, editrice e commentatrice sociale, autrice del saggio bestseller, secondo il New York Times, Bad Feminist (2014), della breve storia Ayiti (2011), della novella An Untamed State (2014), di Difficult  Women (2017), e delle memorie Hunger (2017).

## Biografia
Gay è nata a Omaha, Nebraska, da Michael e Nicole Gay, entrambi di origine haitiana.  Sua madre era una casalinga e suo padre proprietario di GDG Béton et Construction, un'azienda haitiana di calcestruzzo. Gay è cugina di Claudine Gay. Cresciuta cattolica, ha trascorso le sue estati visitando la famiglia ad Haiti. Ha frequentato il liceo alla Phillips Exeter Academy nel New Hampshire  e ha iniziato a scrivere saggi da adolescente; gran parte dei suoi primi lavori erano influenzati dalla sua esperienza con la violenza sessuale infantile. I suoi genitori erano relativamente benestanti, la sostenevano durante il college e le hanno pagato l'affitto fino all'età di 30 anni.
Dopo essersi immatricolata alla Phillips Exeter Academy di Exeter, New Hampshire, Gay ha iniziato gli studi universitari alla Yale University, ma ha abbandonato durante il suo ultimo anno per intraprendere una relazione in Arizona. Ha conseguito la laurea presso il Vermont College della Norwich University e ha anche un master con specializzazione in scrittura creativa presso l'Università del Nebraska - Lincoln.
Gay ha quindi ottenuto un dottorato di ricerca in "Retorica e comunicazione tecnica" presso la Michigan Technological University nel 2010. La sua dissertazione è intitolata "Sovvertire la posizione del soggetto: verso un nuovo discorso sugli studenti come scrittori e sugli studenti di ingegneria come comunicatori tecnici". Sua relatrice per la tesi la dottoressa Ann Brady.

## Carriera
Gay ha iniziato la carriera accademica di insegnante nel 2010 presso la Eastern Illinois University, dove era assistente professore di inglese. Mentre era all'EIU, è stata collaboratrice per la rivista Bluestem,  e ha anche fondato la Tiny Hardcore Press. Gay ha lavorato alla Eastern Illinois University sino alla fine dell'anno accademico 2013-14. È stata professore associato di scrittura creativa nel programma di Master of Fine Arts presso la Purdue University dall'agosto 2014 al 2018. Gay ha annunciato la sua partenza da Purdue nell'ottobre 2018, esprimendo preoccupazioni sull'equità del suo compenso. Per la primavera del 2019 è stata visiting professor alla Yale University.
Gay ha pubblicato una raccolta di racconti, Ayiti (2011), poi due libri nel 2014: il romanzo An Untamed State e la raccolta di saggi Bad Feminist (2014). Una recensione di Time osservava: "La scrittura di Gay è semplice e diretta,  mai fredda o sterile. Affronta direttamente questioni complesse di identità e privilegi, ma è sempre accessibile e perspicace".

## Vita privata
Gay è bisessuale. Nell'ottobre 2019 si è fidanzata con l'artista e scrittrice Debbie Millman. Nell'agosto 2020 Gay ha rivelato di essere fuggita con Millman.
Nel gennaio 2018 Gay ha dichiarato di essersi sottoposta a sleeve gastrectomy, un intervento di chirurgia bariatrica che rimuove l'85% dello stomaco.

## Filmografia
- The L Word: Generation Q – serie TV, episodio 1×08 (2019)